# Irradiation des aliments

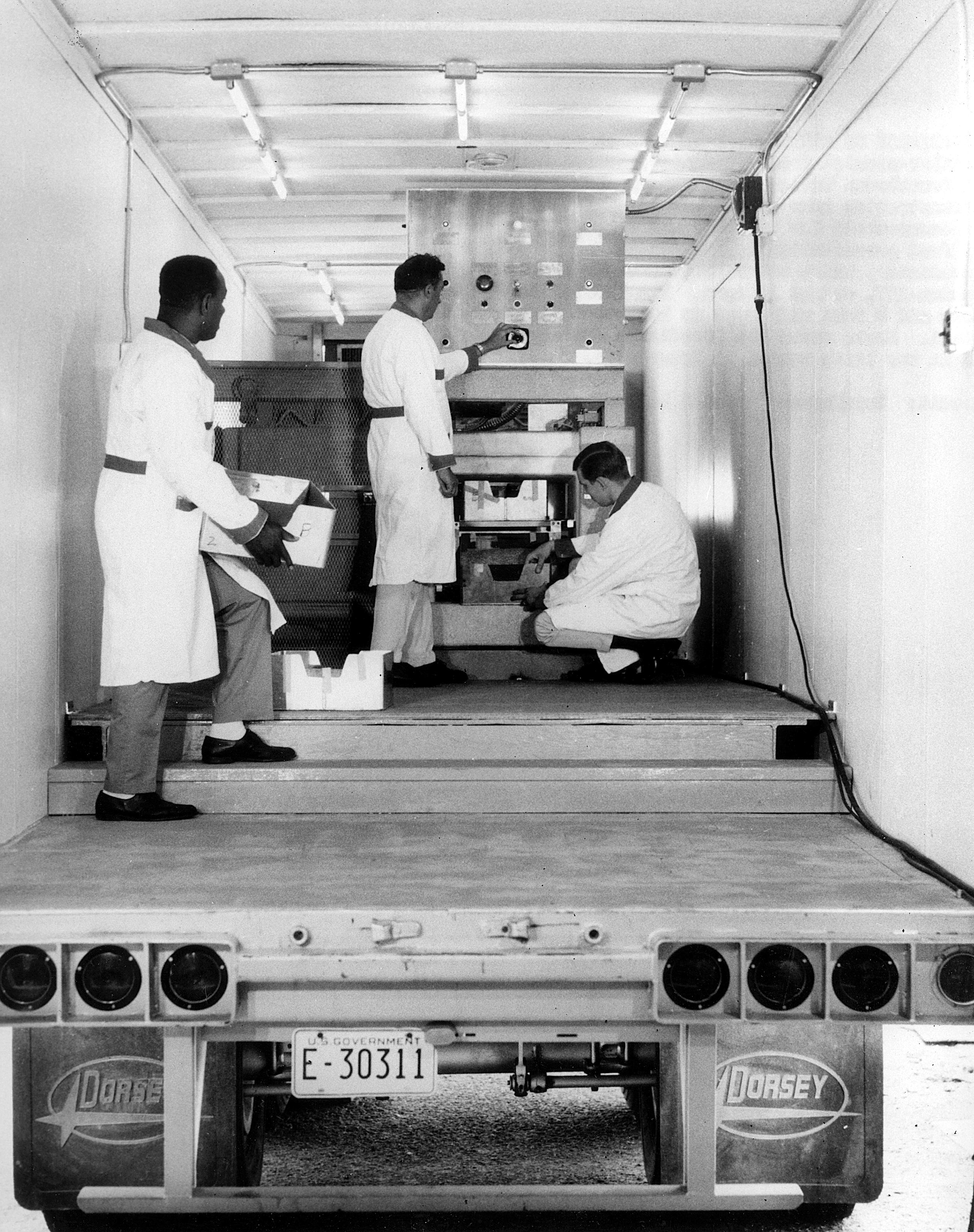
Unité mobile d'irradiation alimentaire dans les années 1960

L'irradiation des aliments consiste à exposer des aliments à des rayonnements ionisants afin de réduire le nombre de micro-organismes qu'ils contiennent. Même si c'est une méthode controversée de conservation des aliments, elle est très utilisée. Ce procédé a été autorisé par la Food and Drug Administration et le Département de l'Agriculture des États-Unis. L'OMS l'a accepté pour l'alimentation humaine après des recherches scientifiques extensives.
Il diffère de la stérilisation car il ne vise pas nécessairement à détruire la totalité des germes ; l'irradiation détruit efficacement certains micro-organismes et de nombreuses bactéries du genre Vibrio (V. vulfunicus, V. cholerae, V. parahaemolyticus), par exemple, mais on connaît des souches très résistantes à la radioactivité, dites « radiorésistantes ».
Enfin, ce procédé ne peut pas éliminer totalement le risque de maladies virales tels que le norovirus ou le virus de l’hépatite A, mais peut néanmoins réduire le risque d'infection, selon la publication de 2013 des résultats de travaux conduits par l'université du Delaware.

## Dénominations
L'irradiation des aliments, aussi dénommée « ionisation des aliments », fait partie des procédés de pasteurisation à froid parce qu'elle expose l'aliment à un rayonnement ionisant, sans traitement thermique, tout en visant la conservation des aliments.
Ces deux derniers termes sont également utilisés car plus « positifs » aux yeux du public qu'irradiation. Dans l'Union européenne les obligations d’étiquetage ne retiennent pas l’expression « pasteurisation à froid » (qui a aussi d'autres sens) mais imposent la mention « traité par rayonnements ionisants » ou « traité par ionisation »,.
On parle aussi, plus rarement, de « radioconservation des aliments ».

## Avantages et inconvénients
L'irradiation de la nourriture est une technique développée par des entreprises agroalimentaires parce que les aliments ainsi irradiés s'abîment moins (et donc se conservent plus longtemps). Le procédé réduit également le risque de contamination par un organisme pathogène. Effets observés :

### Avantages (santé, consommation)
- Conservation des aliments plus longue, permettant, par exemple, le transport de denrées périssables sur de longues distances ou garder des denrées saisonnières plus longtemps.
- Élimination de certains micro-organismes bactéries pathogènes ou non pathogènes, dont les moisissures par stérilisation totale.
- Élimination d'insectes et de leurs œufs.
- Neutralisation du pouvoir germinatif des tubercules, des graines ou des bulbes.
- Stérilisation à température ambiante (donc peu de pertes de qualités nutritionnelles), ou tout en gardant l'aliment dans la chaîne du froid (la variation de température due à un traitement de 10 k Gy n'est que de 2,4 °C).

### Inconvénients et questions sur la sécurité alimentaire
À des doses supérieures à 6 kilogray, l'irradiation peut fortement dégrader les vitamines liposolubles (vitamine D notamment). En 2008, Caulfield a montré que l'irradiation gamma oxyde fortement les vitamines liposolubles dans les rations sèches, entrainant un effondrement de la teneur de certains produits en vitamines après irradiation. Il en va de même pour quelques autres nutriments, ce qui diminue les qualités nutritives du produit irradié.
Quand elle concerne des produits gras (viandes notamment), l'irradiation peut avoir un impact négatif sur le goût, l'odeur et la texture des aliments traités (rancissement).
En France, la dose maximale de 10 kilogray est autorisée pour le traitement des céréales, de la farine de riz ou des épices, et la dose de 5 kilogray ne doit pas être dépassée pour la viande ou le poisson[source insuffisante].
Les aliments doivent être irradiés assez longtemps pour que les bactéries et moisissures ciblées soient tuées.
Les graines (isolées ou dans les fruits) irradiées à ces doses ne peuvent plus germer, ce qui empêche leur mise en culture par le consommateur (mais empêche aussi le germe d'éventuellement se nécroser et former une pulpe noire[réf. nécessaire]).
Il existe une catégorie de mycètes (micro-champignons noirs mélanisés) dits « mycètes radiotrophes » qui sont naturellement résistants aux rayons gamma et qui même savent les utiliser pour doper leur métabolisme. Certaines de ces espèces sont des pathogènes communs, ubiquitaires sur la planète et pathogènes opportunistes pour l'Homme (chez l'immunodéprimé notamment).

### Inconnues
Concernant le risque éventuel d'allergénicité induite par les résidus de radiolyse dans les aliments irradiés, aucune conclusion n'a pu être tirée en 2011 par l'EFSA, car les quelques études in vitro disponibles ne montraient aucune cohérence en termes de réactions allergiques.

## Controverse sur l'innocuité du traitement d'aliments riches en lipides notamment
L'irradiation, au delà de certaines doses crée aussi des composés toxiques pour l'animal, l'humain, et même cytotoxiques et mutagènes :
- concernant l'amidon de maïs, composant de base d'un grand nombre de denrées alimentaires industriellement manufacturées, en 1973, l'AIEA considère que les produits de radiolyse (glucides) retrouvés ne présentent pas d'effet toxique potentiel pour l'espèce humaine[9],[10] ;
- concernant les aliments riches en lipides (en triglycérides notamment), il existe une controverse[11] introduite par le fait que des chercheurs et le CSAH (Comité Scientifique pour les Aliments Humains[12]) ont mis en évidence l'apparition durable de composés de radiolyse (les 2-alkylcyclobutanones ou 2-ACB), issus de la dégradation des lipides sous l'effet de l'irradiation, composés qui se montrent cancérogènes chez la souris de laboratoire, notamment selon une étude menée par le Laboratoire d'Oncologie Nutritionnelle de Strasbourg en 2002[13](cancer du côlon).

En 2003, le CSAH (comité scientifique de l'alimentation humaine) a formulé un avis scientifique, puis de nouvelles études (in vitro) de génotoxicité de molécules n'apparaissant que dans les aliments irradiés ont été publiées. Elles montrent (in vitro) qu'au moins certaines 2-alkylcyclobutanones induisent des dommages à l'ADN. Aucune étude de génotoxicité in vivo n'était disponible en 2003 mais le groupe scientifique avait estimé que le risque génotoxique était peu probable pour l'Homme au vu du mécanisme indirect plausible sous-jacent à la génotoxicité des alkylcyclobutanones in vitro.
Ensuite, d'autres produits radiolytiques ont été découverts, mais sans nouvelle étude toxicologique pertinente à leur propos selon l'l'Autorité européenne de sécurité des aliments (AESA ou EFSA pour les anglophones).
En 2010, au vu de la littérature récente sur les effets biologiques des 2-alkylcyclobutanones, le Groupe sur les matériaux en contact avec les aliments, les enzymes, les arômes et les auxiliaires technologiques, assisté du Groupe de travail sur l'irradiation des aliments (sécurité chimique) au sein de l'AESA a considéré que les classes d'aliments autorisés, et les doses de rayonnement recommandées dans l'avis précédent (2003) par l'AESA restent valables, tout en signalant qu'une preuve (in vivo) plaide pour une forte toxicité chez des chats (mort ou paralysés par une leucoencéphalomyélopathie après ingestion de croquettes irradiées) mais tous ces chats avaient tous été nourris (principalement ou exclusivement) avec des croquettes provenant d'un lot importé du Canada, et semble-t-il, accidentellement trop fortement irradié.
Dans un avis sollicité par la Commission européenne, adopté le 25 novembre 2010 mais publié le 6 avril 2011, l'AESA note qu'« aucune explication mécaniste claire en termes d'évaluation des risques n'a pu (jusqu'alors) être établie », mais que comme la quantité d'aliments irradiée en Europe est encore en 2010 relativement limitée, « le groupe scientifique est d'avis qu'il n'y a pas de raison de s'inquiéter dans l'immédiat », tout en précisant que la pertinence des études sur les chats pour la santé humaine doit être clarifiée. L'AESA, pour déterminer sa position sur la question, a dit se fonder sur les résultats d'une étude de 1999 de l'OMS dont ce ne sont pourtant pas les conclusions mais une simple hypothèse). Tout en estimant qu'« au moins certaines 2-alkylcyclobutanones peuvent induire des dommages à l'ADN in vitro », elle n'a pas retenu comme concluants les résultats des études tendant à démontrer le caractère mutagène ou cancérogène de l'irradiation des aliments gras induit par ces molécules, mais elle s'interroge sur les atteintes neurologiques observées chez des chats entièrement nourris avec des aliments irradiés (à des doses plus importantes ; au moins 25 et peut-être jusqu'à 50 kGy ; soit 2,5 à 5 fois plus que les 10 kGy maximaux recommandés pour l'irradiation de l’alimentation humaine, mais le chat vit moins longtemps que l'homme, qui a une alimentation plus diversifiée que celle du chat domestique nourri aux croquettes). L'Efsa, estime que ces effets n'ayant été observés que chez le chat et non chez le chien, ils pourraient simplement révéler une sensibilité particulière du chat, par exemple à une déficience en vitamines (certaines vitamines sont en grande partie détruites par l’irradiation) ou aux peroxydes résultant de ce type de traitement.

## Procédé
Dans l’industrie, on distingue :
- la radappertisation (entre 20 et 50 kilograys) ;
- la radicidation (égal ou inférieur à 10 kGy) ;
- la radurisation.

Concernant la dose, jusqu'en 2003, les normes européennes et le codex Alimentarius évoquaient les notions de « dose maximale » et de « dose minimale » (deux grandeurs directement mesurables), mais aussi de « dose moyenne globale » (concept autrefois utilisé dans les normes Codex, et encore présent dans certaines normes et législations nationales [exemple : directive 1999/2/CE] mais qui n'est pas un paramètre de traitement car il ne peut pas être mesuré directement, mais uniquement estimé, n'ayant pas de sens en biochimie). Depuis 2003, la norme Codex a abandonné le concept de « dose moyenne globale » en le remplaçant par la « dose minimale et maximale ».
Trois procédés (présentés ci-dessous) existent : faisceaux électroniques, rayons gamma et rayons X. Ils ont chacun leurs avantages et inconvénients. Mais tous produisent un rayonnement interagissant avec les nutriments alimentaires en générant des intermédiaires chimiques et biochimiques parfois très réactifs, plus ou moins transitoires et pour certains volatiles. Plus encore que l'irradiation elle-même, ce sont les effets indirects de ces produits chimiques transitoires qui produisent l'effet biocide de ce rayonnement ; pour une dose donnée de rayons (gamma, E ou X) l'effet sera similaire en termes d'inactivation des organismes décomposeurs ; de frein au mûrissement, de blocage de la germination ou de la germination prématurées… Si elles sont utilisées sans dépasser les niveaux d'énergie spécifiés par la réglementation, aucune de ces trois sources de rayonnement n'induira de quantités mesurables de radioactivité supplémentaire dans les aliments traités,.
Ces trois procédés sont :

### Irradiation par faisceau d'électrons
L'irradiation par faisceau d'électrons utilise des électrons accélérés par un champ électrique à des vitesses proches de celle de la lumière ; générés dans le cas présent par des dispositifs bridés pour ne pas dépasser un niveau d'énergie de 10 MeV. Des régulations internationales limitent l'énergie du faisceau de façon à assurer qu'aucune radioactivité ne soit induite.
Les électrons ont une section efficace nettement plus importante que les photons, de sorte qu'ils ont une pénétration faible et que les fruits doivent être traités individuellement. Le traitement est par contre rapide (quelques secondes). Les opérateurs sont protégés par des parois en béton.
Le recours à des faisceaux de plus haute énergie pour traiter des huîtres (toujours sans dépasser 5,5 kGy) a permis d'éliminer 90 % du norovirus présent sur les huîtres, ce qui est quantitativement très significatif, mais qui ne permet de réduire que de 26 % le risque de maladie pour le consommateur. Le traitement ne serait vraiment efficace que pour une dose maximale d’irradiation, appliquée à des aliments très peu contaminés par le norovirus). Le virus de l'hépatite A est quant à lui réduit, jusqu’à 94 %, avec un risque d'infection diminué de 91 % dans les conditions très propices, mais non en cas de titrage élevé de virus. Sur des échantillons normaux (moyens), la diminution du nombre de virus infectant ne serait que de 16 %.

### Irradiation par rayons gamma
Ce rayonnement gamma (d'énergies de 1,17 à 1,33 MeV) est obtenu à l'aide de radio-isotopes, généralement du cobalt 60 (Co-60), et plus rarement par du césium 137 (Cs-137, fournissant alors un rayonnement gamma un peu moins intense, de 0,66 MeV).
C'est la technologie la plus efficace en termes de coûts, car le fort pouvoir de pénétration des rayons gamma permet le traitement « à cœur » de palettes entières, ce qui diminue fortement la manutention. Une palette est typiquement exposée au rayonnement pendant plusieurs minutes, selon la dose que l'on veut obtenir. La radioprotection prend la forme de boucliers en béton. La plupart des installations prévoit que la source radioactive puisse être immergée pour permettre la maintenance, l'eau absorbant tous les rayons. D'autres installations comprennent des boucliers mobiles. Il existe une conception qui maintient le cobalt 60 constamment immergé, et les produits à irradier sont placés sous des cloches hermétiques pour leur traitement.
Parmi les inconvénients de cette technique, la radioactivité de la source décroît avec le temps, et ne peut être « éteinte » (l'installation doit donc idéalement fonctionner en continu, et le temps d'irradiation gamma doit peu à peu augmenter pour compenser la décroissance radioactive de la source (pour le Co-60, chaque mois, la vitesse de circulation des aliments près de la source de rayonnement est rallongée de quelques pour cent). Quand le débit de dose délivré par la source devient insuffisant, elle doit être changée.

### Irradiation par rayons X
Les rayons X et les rayons gamma sont générés par des machines fonctionnant à ou en dessous d'un niveau d'énergie de 5 MeV. Lorsque les rayons gamma sont produits lors de la désintégration radioactive des noyaux des atomes ou d'autres processus nucléaires ou subatomiques, les rayons X sont produits par des transitions électroniques et sont notamment utilisés dans de nombreuses applications dont l'imagerie médicale (« radiographie conventionnelle ») et la cristallographie.

## L'irradiation des aliments dans le monde
Actuellement[Quand ?], sept pays de l'Union européenne autorisent l'irradiation d'aliments : la Belgique, la République tchèque, la France, l'Italie, les Pays-Bas, la Pologne et le Royaume-Uni. Les autres pays de l'Union européenne n'importent pas d'aliments irradiés.
Plus d'une soixantaine de pays ont dans le monde autorisé l'irradiation alimentaire, mais pas toujours aux mêmes conditions ni pour les mêmes aliments.
En 2010, il y avait 23 usines d'irradiation approuvées pour traiter des aliments dans l'Union européenne (UE), et 10 ailleurs dans le monde, habilitées à irradier des aliments destinés à la mise sur le marché de l'UE. Partout c'est le rayonnement gamma (Co-60) qui était le plus utilisé (27 des 33 installations sur 33, six étant des installations E-beam).

### Union européenne
Le traitement par ionisation des denrées alimentaires est soumis à une réglementation particulière ; un panel scientifique (Scientific Committee on Food ou SCF) a donné des avis sur cette réglementation en 1986, 1992 (à propos du camembert au lait cru qui a alors été autorisé à être traité par rayonnement gamma à des doses allant jusqu'à 2,5 kGy, jugées acceptable d'un point de vue sanitaire »), 1998 (à propos des risques sanitaires potentiels du traitement ionisant à des fins techniques, plutôt que microbiologiques pour huit nouvelles denrées (et produits sanguins) soumises par un État-membre), 2003 (pour évaluation des résultats d'un rapport sur les propriétés toxicologiques des 2-alkylcyclobutanones, et pour répondre à une demande industrielle qui était d'autoriser des doses supérieures à 10 kGy ; Le SCF a estimé qu'au vu des données disponibles, il n'était pas souhaitable de dépasser ce seuil, que les évaluations doivent se faire produit par produit et« en tenant compte le besoin technologique et leur sécurité », et que la seule utilité reconnue par lui « serait la décontamination par irradiation des épices, herbes séchées et condiments végétaux, où des doses allant jusqu'à 30 kGy peuvent être nécessaires pour garantir un produit dans un état d'hygiène satisfaisant ») et 2011.
En 1992-1993, seuls les herbes aromatiques séchées, épices et assaisonnements végétaux étaient explicitement autorisés par l'UE pour ce traitement. Puis la Directive 1999/2/CE a autorisé l'irradiation de denrées pour :
- réduire l'incidence des maladies d'origine alimentaire en détruisant des organismes pathogènes ;
- réduire la détérioration des denrées alimentaires en retardant ou en arrêtant les processus de décomposition et en détruisant des organismes nuisibles ;
- réduire les pertes de denrées alimentaires par maturation, germination ou germination prématurée ;
- débarrasser les denrées alimentaires d'organismes nuisibles aux végétaux ou produits végétaux (traitement phytosanitaire).

La directive 1999/3/CE. Les États membres « pouvaient maintenir les autorisations nationales existantes à condition que les denrées alimentaires concernées aient fait l'objet d'un avis favorable du CSAH et que les doses moyennes absorbées ne dépassent pas les valeurs limites recommandées. »
En 2011, des doses minimales et maximales de rayonnement étaient attribuées à des classes d'aliments générales et à des produits alimentaires spécifiques. Via son groupe scientifique, l'EFSA a reconnu en 2011 des lacunes dans la classification alors en vigueur, car cette dernière ne tenait compte ni de l'état physique de l'aliment (elle ne différenciait pas les aliments frais ou surgelés dans deux classes différentes), ni des effets de l'eau, ni de la composition des produits au sein d'une classe alimentaire (taux de matières grasses par exemple), ni de la diversité des produits alimentaires proposés au consommateur (exemples : aliments prêts à manger, viande en tranches ou fromage).
Certains pays de l'Union européenne autorisent l'irradiation pour d'autres produits alimentaires que ceux qui sont traités par la France. Ainsi, le Royaume-Uni[Passage à actualiser] pratique l'irradiation pour les légumes, les fruits, les céréales et les poissons. Ces produits peuvent ensuite circuler librement dans l'UE ou bien être incorporés dans des plats cuisinés ou dans d'autres produits agro-alimentaire de pays n'autorisant pas l'irradiation de ces aliments.

### France
En France, les aliments suivants peuvent être soumis à un traitement par ionisation :
- les fraises[25] (cet arrêté est abrogé) ;
- les oignons[26] ;
- l'échalote[26] ;
- les flocons et germes de céréales pour produits laitiers[26] ;
- les légumes et fruits secs[26] ;
- la farine de riz[26] ;
- la gomme arabique[26] ;
- la viande de volaille, les abats de volaille[26] ;
- les viandes de volaille séparées mécaniquement[26] ;
- les cuisses de grenouille congelées[26] ;
- le sang séché, le plasma, et coagulats[26] ;
- les crevettes congelées décortiquées ou étêtées[26] ;
- le blanc d'œuf (liquide, déshydraté ou congelé)[26] ;
- le camembert au lait cru[27] (cet arrêté est abrogé) ;
- les épices, aromates secs[26] ;
- les aliments composés irradiés pour animaux de laboratoire[26] ;
- le colostrum bovin pour l'alimentation des veaux[26].

### Suisse
En Suisse, l'irradiation des aliments est sujette à demande d'autorisation de la part de l'Office fédéral de la santé publique.
La première autorisation concernant l'irradiation d'herbes et d'épices séchées a été donnée en mai 2007.

## Signalétique

Le logo RADURA aux États-Unis.

Au Canada, tous les produits alimentaires traités par irradiation doivent présenter le logo « Radiation » sur leur emballage.
En Europe, la législation européenne « exige que tout aliment ou ingrédient alimentaire irradié, même s'il est présent à l'état de traces dans un aliment composé non irradié, soit étiqueté comme irradié ou traité par rayonnement ionisant afin de permettre aux consommateurs un choix éclairé. ». Des méthodes analytiques ont été proposées pour détecter si un produit a reçu un traitement par rayonnement. Ces méthodes ont été validées puis normalisées par le Comité européen de normalisation (CEN) puis reconnues en tant que méthodes générales par les normes internationales de la Commission mixte FAO/OMS du codex Alimentarius.
En France, comme en Europe, toute denrée irradiée doit porter la mention « traité par rayonnements ionisants » ou « traité par ionisation ». En pratique, cette signalétique n'apparaît quasiment jamais au consommateur dans la mesure où les ingrédients irradiés sont le plus souvent incorporés dans des plats préparés où ils sont mélangés à d'autres non irradiés.

### Note
1. ↑  Pour rappel : le méga électron-volt (MeV) est une unité d'énergie ; 1 MeV = 1,6 × 10−13 joules.